# Wrangelův ostrov

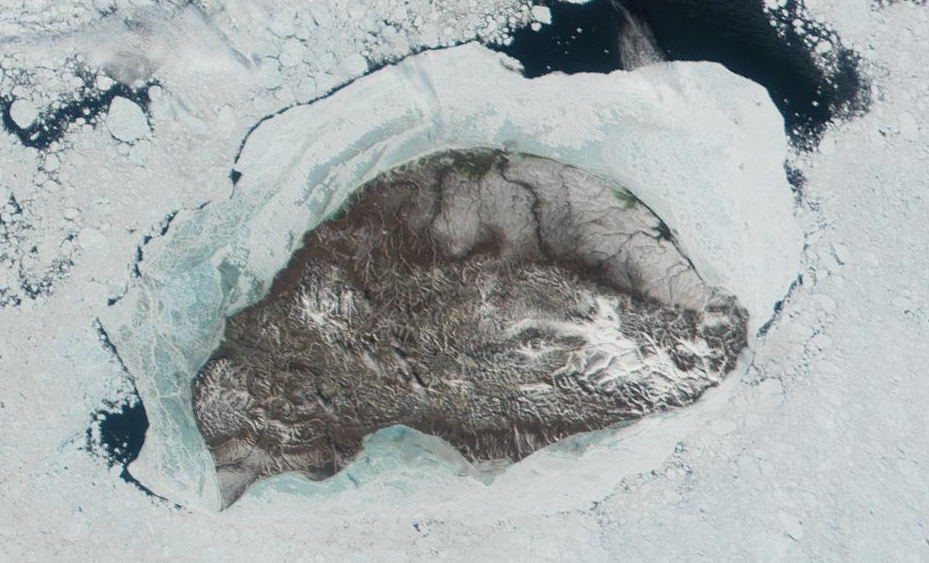
Satelitní snímek ostrova

Wrangelův ostrov (zastarale česky též Wranglův ostrov, rusky Остров Врангеля) leží v Severním ledovém oceánu asi 140 km od severovýchodního pobřeží Ruska na rozhraní Čukotského a Východosibiřského moře. Dnes je teritoriálním územím Ruské federace, součástí Čukotského autonomního okruhu. Ostrov objevil v letech 1846–1850 anglický mořeplavec Henry Kellett. Při objevu využil informace ruského mořeplavce Ferdinanda Wrangela, který na základě domorodých informací polohu tohoto ostrova předpověděl a po němž byl ostrov pojmenován.

## Fauna a flora
Wrangelův ostrov je živnou půdou pro lední medvědy, tuleně, mrože, lumíky a polární lišky. V letních měsících je navštěvován mnoha druhy ptáků. V blízkosti břehů lze vidět kytovce, jako jsou velryby grónské, velryby šedé a běluhy. Ostrovu se přezdívá Medvědí jesle, rodí se tu totiž víc ledních medvědů než na jakémkoliv jiném místě na světě.
Wrangelův ostrov je poslední místo na světě, kde přežili již vyhynulí mamuti. Mamuti zde žili až do let 2500–2000 před naším letopočtem, žilo zde tehdy okolo 500–1000 jedinců. V jejich DNA byly nalezeny mutace, které značí špatný stav populace.
Ostrov a jeho okolní vody jsou od roku 1976 klasifikovány jako přírodní rezervace. Od roku 2004 je ostrov zapsán jako nejsevernější přírodní rezervace na seznam Světového dědictví UNESCO.

## Geografická charakteristika
Ostrov, jehož délka je 125 km, má rozlohu 7 670 km². Nejvyšším bodem ostrova je hora Sovětskaja vysoká 1 096 metrů. Wrangelův ostrov se nachází 500 kilometrů severně od polárního kruhu, nedaleko hranice věčného ledu. Sníh na ostrově zůstává v průměru 260 dní v roce a ledové mořské kry uvolní ostrov jen na několik málo týdnů. Průměrná teplota v lednu dosahuje −39 °C, v červenci 5 °C.

## Historie

### Raná historie
Prvními obyvateli Wrangelova ostrova byli Paleoeskymáci, kteří se na ostrově usadili asi kolem roku 2200 před n. l. Jedna neolitická osada byla nalezena na jižním pobřeží ostrova, kde byl na ploše více než 280 metrů čtverečních proveden archeologický výzkum. Během výzkumu bylo objeveno několik ohnišť a jáma obsahující kusy kostí mrožů, tuleňů, ptáků a ledních medvědů. Dále v této oblasti byly nalezne kostěné a kamenné předměty. Domorodci si podle archeologických nálezů vystačili s mořskými živočichy.
Vědci si nejsou jisti, odkud Paleoeskymáci na Wrangelův ostrov dorazili. Ruští archeologové Nikolaj Dikov a Tasjan Tein, kteří tuto oblast studovali, zastávají názor, že kultura Wrangelova ostrova je aljašského původu. Podle Dikova mají kamenné nástroje nalezené na Wrangelově ostrově podobnosti s nástroji nalezenými v Grónsku i na Aljašce. Na druhou stranu se ale některé nástroje tak odlišují, že Dikov předpokládal, že obyvatelé Wrangelova ostrova měli kulturní výměnu s Kamčatkou. Když Evropané ostrov objevili, nežili tam žádní původní obyvatelé.

### První výpravy
O existenci ostrova měli ruští objevitelé povědomí od poloviny 17. století na základě informací od domorodých Čukčů a aljašských Eskymáků. V roce 1707 se ostrov poprvé objevil na ruské mapě ruského objevitele Ivana Lvova. Na mapu ho také zanesl Michail Lomonosov, který u něho udělal poznámku, že není jisté, zda existuje. V roce 1764 ruský geodet Stěpan Andrejev, který zkoumal pobřeží východně od mysu Šelagskij, uvedl, že viděl pobřeží ostrova. Na základě zpráv geodeta Andrejeva a průzkumníka Nikolaje Daurkina, v roce 1823 popsal ruský cestovatel Ferdinand von Wrangel ostrov, zanesl ho správně do mapy, pokusil se ho najít, ale až k němu se nedostal.
V roce 1845 se britský polární objevitel John Franklin vydal se svou výpravou objevit Severozápadní průjezd. Celá výprava se ale ztratila. V průběhu desetiletí bylo vypraveno 39 výprav, které měly Franklina nalézt. Jednu z těchto výprav vedl Brit Henry Kellett, který v roce 1849 zakotvil u dosud neznámého ostrova a pojmenoval ho podle své lodi Herald. Západně od objeveného ostrůvku viděl Wrangelův ostrov, nedoplul k němu, ale do svých map ho zanesl pod názvem Kellettova země. Prvním Evropanem, který pravděpodobně vstoupil na ostrov, byl německý velrybář Eduard Dallmann, který tam dorazil v roce 1866. V roce 1867 ostrov objevil americký velrybář Thomas Long, který nakreslil jeho obrys a pojmenoval ho Wrangelova země, protože znal Wrangelovy studie o předpokládaném ostrově. V roce 1879 se k ostrovu dostal americký kapitán George W. De Long, který v jeho blízkosti uvízl v sevření ledových ker. De Longova výprava skončila katastrofou a v roce 1881 se při hledání De Longa objevil u ostrova americký kapitán Calvin L. Hooper, který nařídil na ostrov poslat průzkumné oddíly, zda tam nenaleznou trosečníky z De Longovy výpravy. Neosídlený ostrov kapitán Hooper prohlásil za území USA.
V roce 1911 k ostrovu připlul ruský ledoborec Vajgač a jeho posádka nad ostrovem vztyčila ruskou vlajku.
V roce 1914 musela kanadská arktická expedice vedená polárníkem Vilhjalmurem Stefanssonem strávit na ostrově devět měsíců poté, co byla jejich loď Karluk rozdrcena ledem.  

### Přičlenění k Rusku
V roce 1916 ruská vláda prohlásila Wrangelův ostrov za součást Ruska. V roce 1921 však Kanaďan Vilhjamur Stefansson poslal na ostrov pět kolonistů (jednoho Kanaďana, tři Američany a jednu Inuitku). Jediná přeživší z této expedice, Inuitka Ada Blackjack, byla zachráněna v roce 1923. Záchranná loď nechala na ostrově novou skupinu třinácti kolonistů (Inuité vedení americkým geologem Charlesem Wellsem). V roce 1924 vyslala vláda SSSR na Wrangelův ostrov dělový člun Rudý říjen pod velením hydrografa Davydova. Dne 20. srpna 1924 vztyčila posádka na ostrově sovětskou vlajku a evakuovala osadníky.
V roce 1925 byl do čela ostrovní správy jmenován Georgij Ušakov, který na Wrangelův ostrov dorazil v roce 1926 spolu s 58 kolonisty. Ušakov na ostrově založil osadu Ušakovskoje a prováděl detailní průzkum ostrova. Od 20. let 20. století se občas v americkém tisku objevoval názor, že podle mezinárodního práva by ostrov měl patřit Spojeným státům (tato kontroverze se tam nazývala Wrangle over Wrangler Island). 
V roce 1948 byla na ostrov dovezena malá skupina domestikovaných sobů a byl zde zřízen kolchoz pro chov sobů. V 50. a 60. letech 20. století byly na ostrově vybudovány dvě malé osady – Zvezdny a Perkatkun. Také zde bylo vybudováno několik vojenských objektů. V 80. letech začala sovětská armáda ostrov opouštět. V roce 1992 byla uzavřena radarová stanice a na ostrově zůstala obydlená jediná osada Ušakovskoje, která byla ale téměř prázdná. V roce 2011 žil na ostrově poslední stálý obyvatel – šaman Grigorij Kaurgin, který odmítal ostrov opustit.

## Obyvatelstvo
Wrangelův ostrov nemá stálou populaci. Dočasnou populaci tvoří meteorologové, rezervní personál a armáda.
Od roku 1976 na ostrově pracují zaměstnanci Státní přírodní rezervace Ostrov Wrangel.
V roce 2010 byla v opuštěné osadě Ušakovskoje postavena nová meteorologická stanice. Na stanici pracuje rotačně 6 zaměstnanců.
V roce 2014 byla v zaniklé osadě Ušakovskoje zřízena nová ruská arktická vojenská základna – Polární hvězda.

## Ostrov v literatuře
- V románu Oceánem na kře ledové (1890) od Julese Verna je popisován Wrangelův ostrov jako vysoká aktivní sopka a hrdinové románu kolem něj proplouvají na unášené ledové kře.
- V románu V proudech ledového oceánu (1979) od Toma Wittgena je Wrangelův ostrov jedním z cílům americké arktické expedice.
- V knižní sérii Nástroje smrti od americké autorky Cassandry Clareové je ostrov několikrát zmiňován a část série se odehrává na něm.

## Galerie

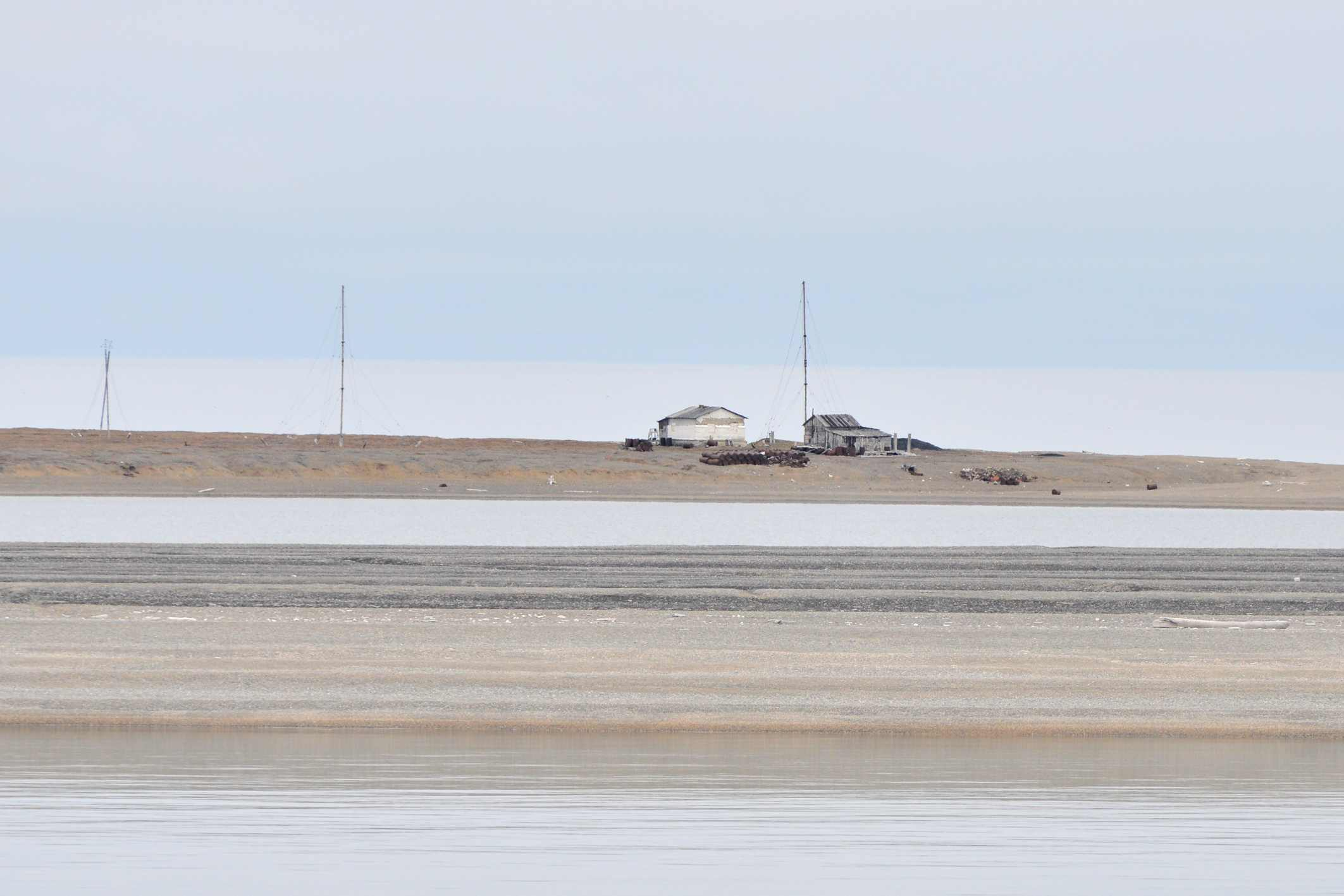
Polární stanice na ostrově (2014)
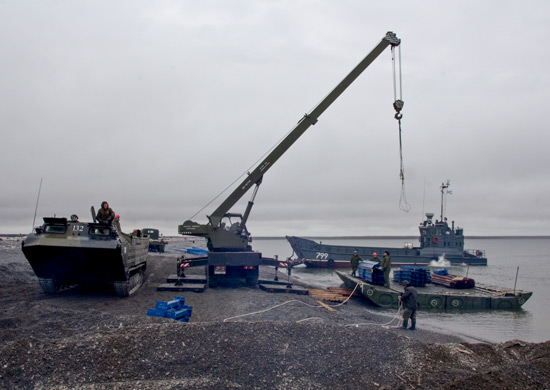
Ruská vojenská základna Polární hvězda na ostrově (2014)
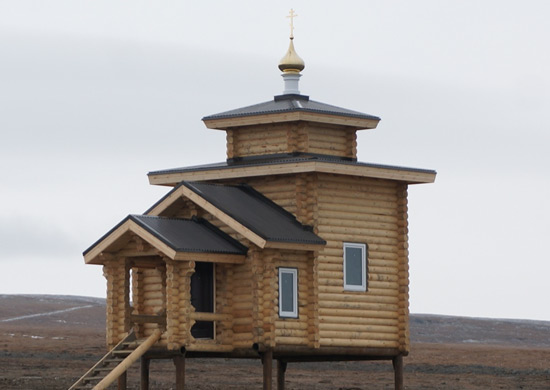
Kaple pro ruské vojáky na ostrově (2014)
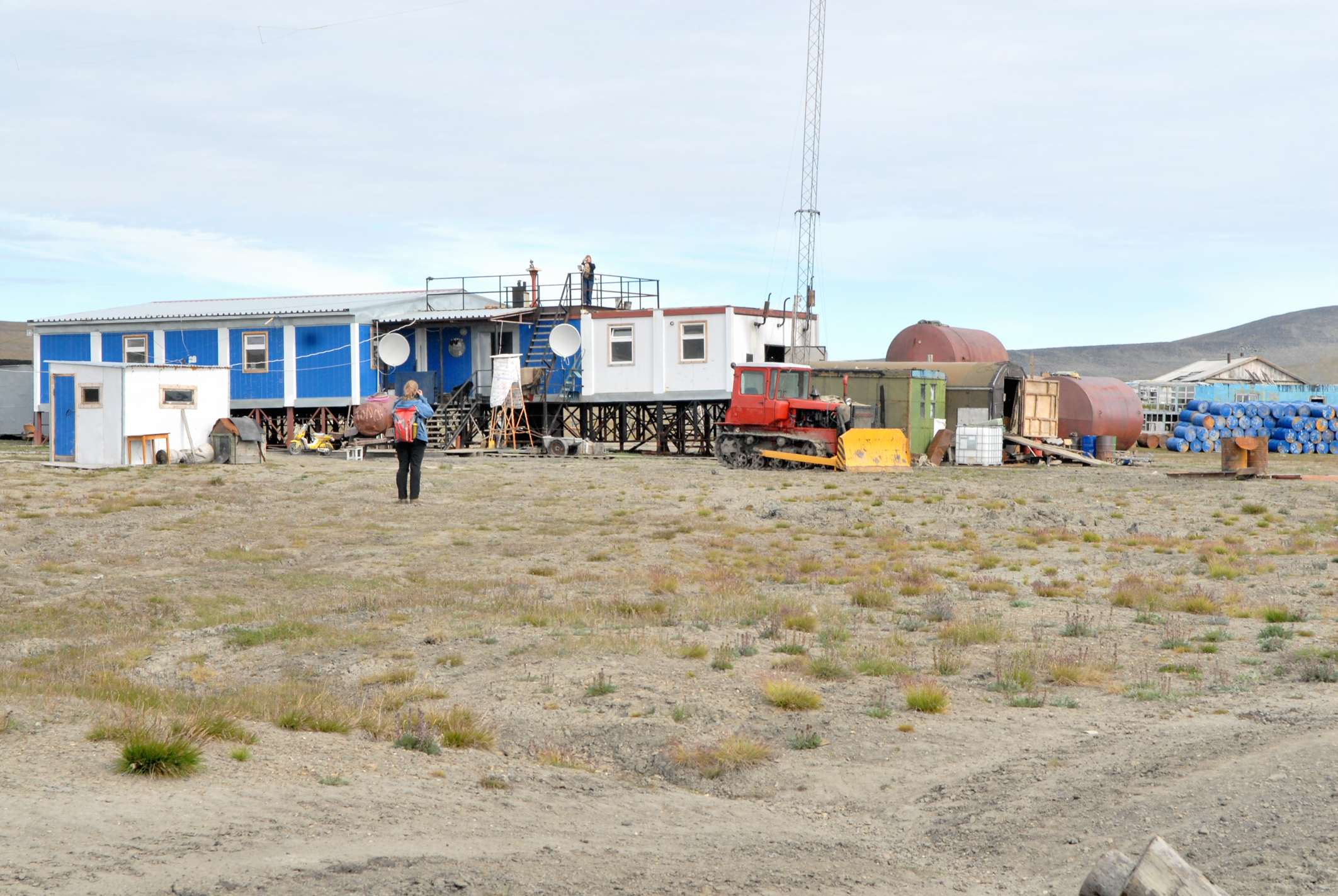
Osada Ušakovskoje (2013)
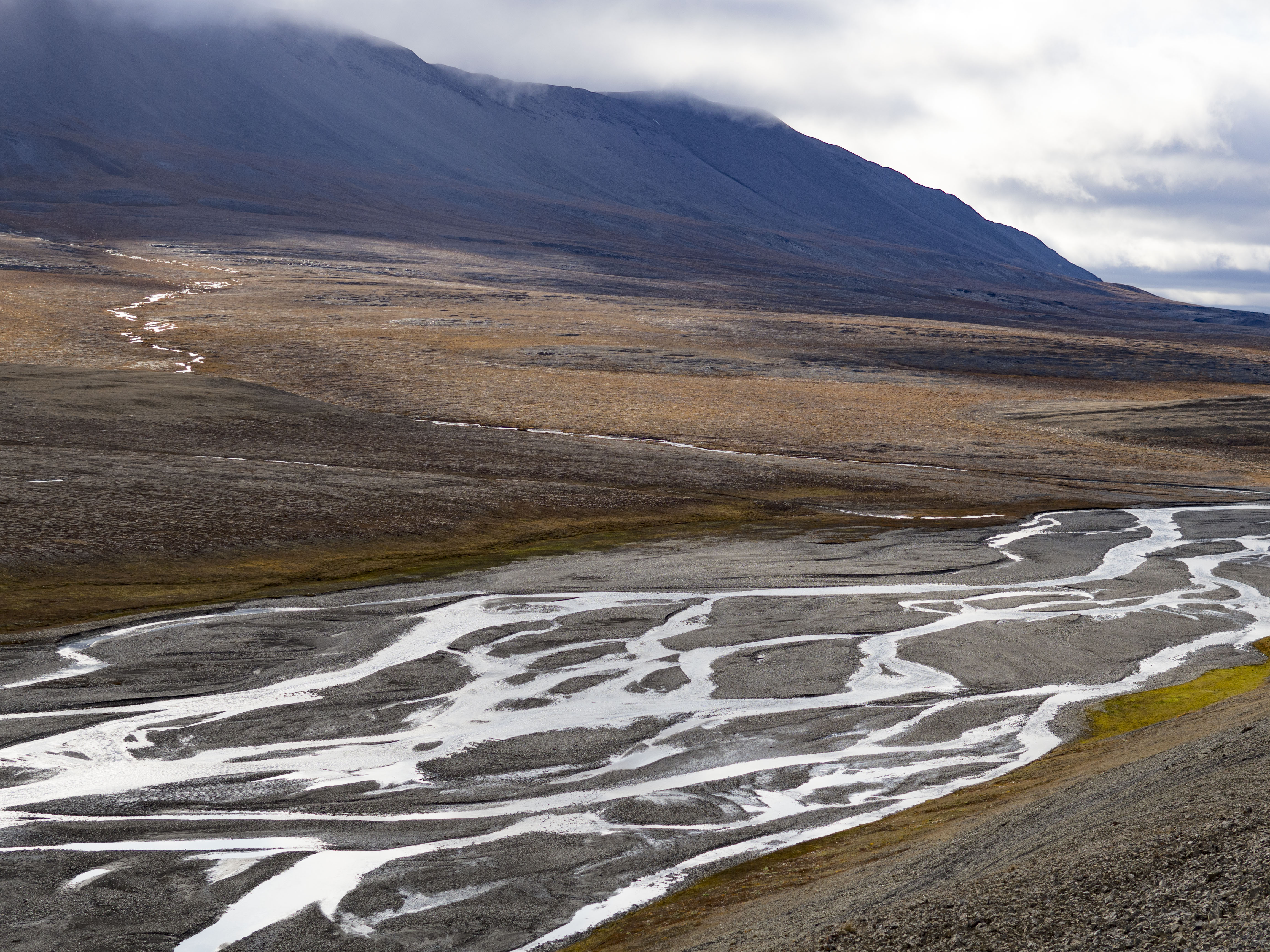
Řeka Sovětskaja (2019)
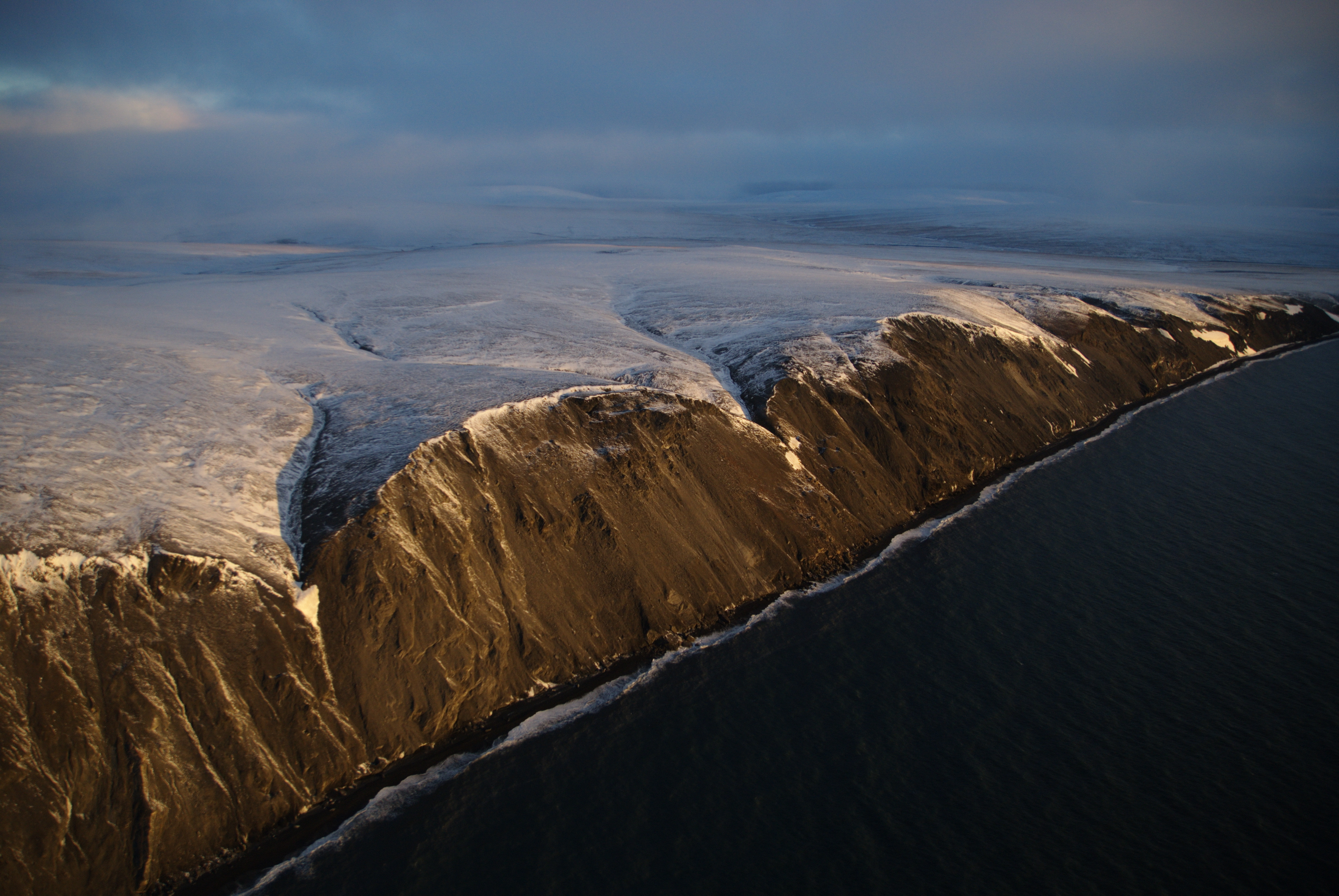
Pobřeží ostrova (2010)